# Dean Stoneman
Dean Colin Stoneman (Croydon, 24 luglio 1990) è un pilota automobilistico britannico, vincitore del Campionato FIA di Formula 2 (2009-2012) 2010.

## Carriera

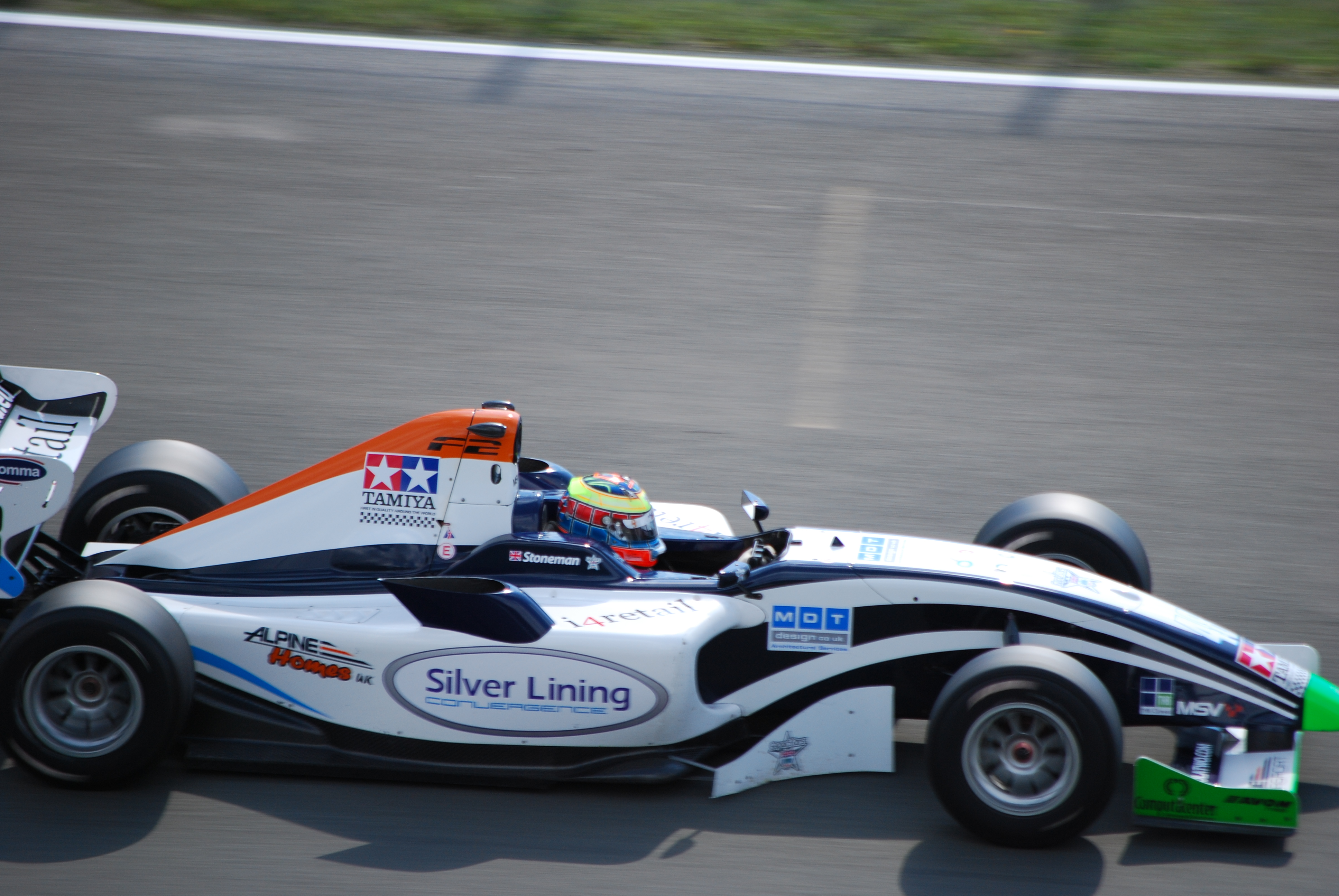
Dean Stoneman sul circuito di Oschersleben (2010)

Come altri piloti iniziò la sua carriera motoristica nel karting. La prima esperienza con le monoposto fu nel 2006 in cui partecipò ad alcune gare della Formula Renault BARC. L'anno seguente partecipò all'intero campionato, giungendo secondo alle spalle di Hywel Lloyd. Terminò sesto nella Formula Renault Winter Series.
Stoneman passò quindi nella Formula Renault 2.0 britannica nel 2008 vincendo tre gare e terminando quarto in classifica. Ottenne anche la nomination al McLaren Autosport BRDC Award.
Nel 2010 Stoneman vinse il campionato FIA di Formula 2, ottenendo come premio un test con la Williams F1 al termine della stagione. In stagione conquistò 6 vittorie, 6 pole, 6 giri veloci e 284 punti, 42 più del secondo, Jolyon Palmer.
Nel 2011, quando era già iscritto alla World Series by Renault, gli venne diagnosticato un cancro ai testicoli e decise di bloccare la sua attività agonistica per concentrarsi sulla guarigione dalla malattia. Fece ritorno alle competizioni a tempo pieno partecipando alla Porsche Carrera Cup britannica del 2013 e nello stesso anno riprese a correre con le monoposto, in occasione dell'ultimo fine settimana della GP3 Series ad Abu Dhabi con il team Koiranen GP, salendo sul podio in gara 2.

## Risultati

### Sommario
| Stagione | Serie                             | Team                | Gare | Vittorie | Pole | GPV | Podi | Punti | Pos. |
| -------- | --------------------------------- | ------------------- | ---- | -------- | ---- | --- | ---- | ----- | ---- |
| 2006     | Formula Renault BARC              | Alpine Motorsport   | 3    | 0        | 0    | 0   | 0    | 0     | 26º  |
| 2006     | Formula Renault 2.0 UK Winter Cup | Alpine Motorsport   | 3    | 0        | 0    | 0   | 0    | 19    | 19º  |
| 2007     | Formula Renault BARC              | Alpine Motorsport   | 12   | 3        | 3    | 2   | 9    | 131   | 2º   |
| 2007     | Formula Renault 2.0 UK Winter Cup | Alpine Motorsport   | 4    | 0        | 0    | 0   | 1    | 74    | 6º   |
| 2008     | Formula Renault 2.0 UK            | Alpine Motorsport   | 20   | 3        | 3    | 2   | 9    | 398   | 4º   |
| 2008     | Formula Renault 2.0 UK Winter Cup | Alpine Motorsport   | 4    | 1        | 0    | 0   | 2    | 73    | 3º   |
| 2008     | Formula Renault UK Graduate Cup   | Alpine Motorsport   | 1    | 1        | 1    | 1   | 1    | n/a   | 1º   |
| 2009     | Formula Renault 2.0 UK            | Alpine Motorsport   | 20   | 1        | 1    | 0   | 8    | 418   | 4º   |
| 2010     | Formula 2                         | Silver Lining       | 18   | 6        | 6    | 6   | 13   | 284   | 1º   |
| 2010     | Formula Renault 3.5 Series        | Junior Lotus Racing | 2    | 0        | 0    | 0   | 0    | 0     | 26º  |
| 2013     | Porsche Carrera Cup britannica    | Redline Racing      | 18   | 5        | 2    | 4   | 10   | 231   | 5º   |
| 2013     | GP3 Series                        | Koiranen GP         | 2    | 0        | 0    | 0   | 1    | 20    | 16º  |